# Pelechuco
Pelechuco est une localité du département de La Paz en Bolivie située dans la province de Franz Tamayo. Sa population s'élevait à 936 habitants en 2001.